# Tve5
Tve5 är beteckningen på en finländsk lokomotorserie tillverkad av ingenjörbyrån Saalasti i Kyrkslätt 1978–1979. Lokomotorerna byggdes sammanlagt 10 stycken och är numrerade 601-610. De används i första hand till lättare växlingsarbeten vid till exempel vagndepåer.
Tve5-lokomotorernas specialitet är gummihjul som kan användas till flytta lokomotorn från ett spår till ett annat utan att behöva köra via en växel. Lokomotorernas smeknamn är Nalle.

## Externa länkar

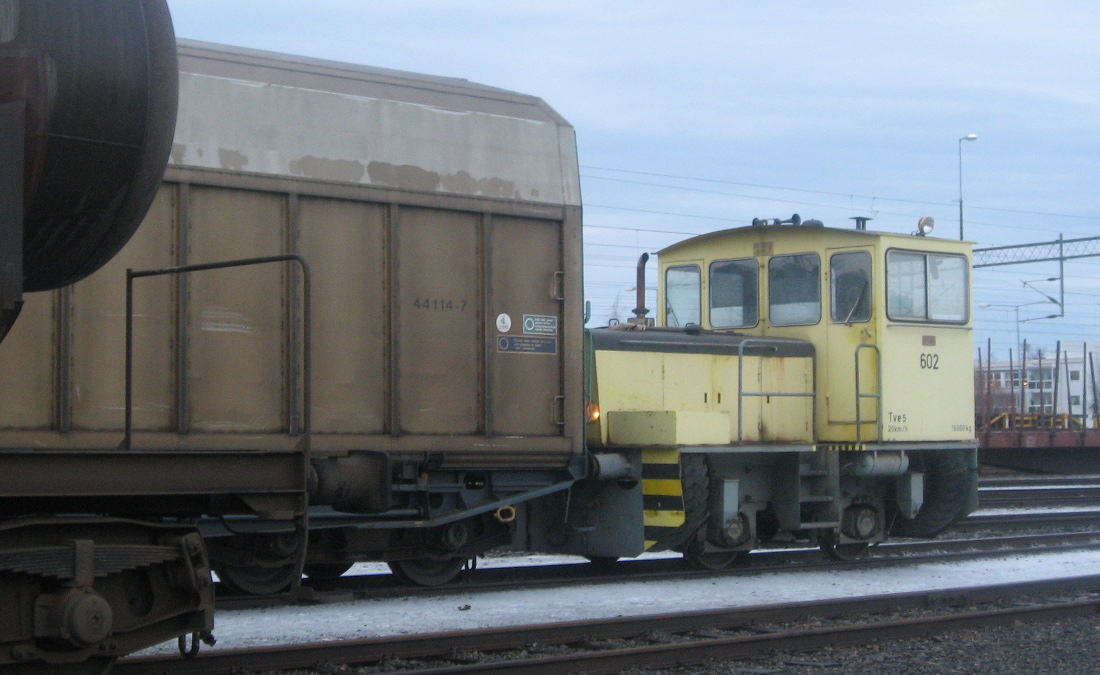
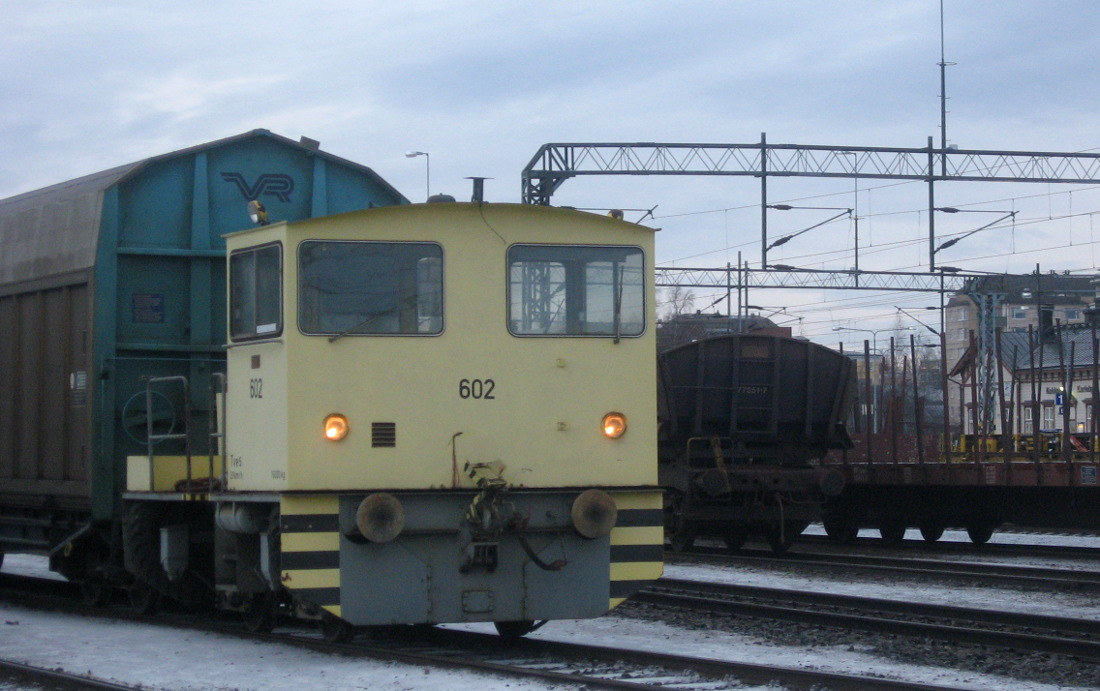